# Haplotaxina
Sous-ordre
Les Haplotaxina sont un sous-ordre de vers annélides de la sous-classe des oligochètes. Ce taxon est considéré comme invalide par l’ITIS et n'est pas mentionné par le WoRMS.

## Systématique
Le sous-ordre des Haplotaxina a été créé en 1971 par Ralph O. Brinkhurst (d) et Barrie G.M. Jamieson.

## Liste des familles
Selon ITIS (4 avr. 2011) :
- Haplotaxidae Michaelsen, 1900